# Espace muséal d'Andenne

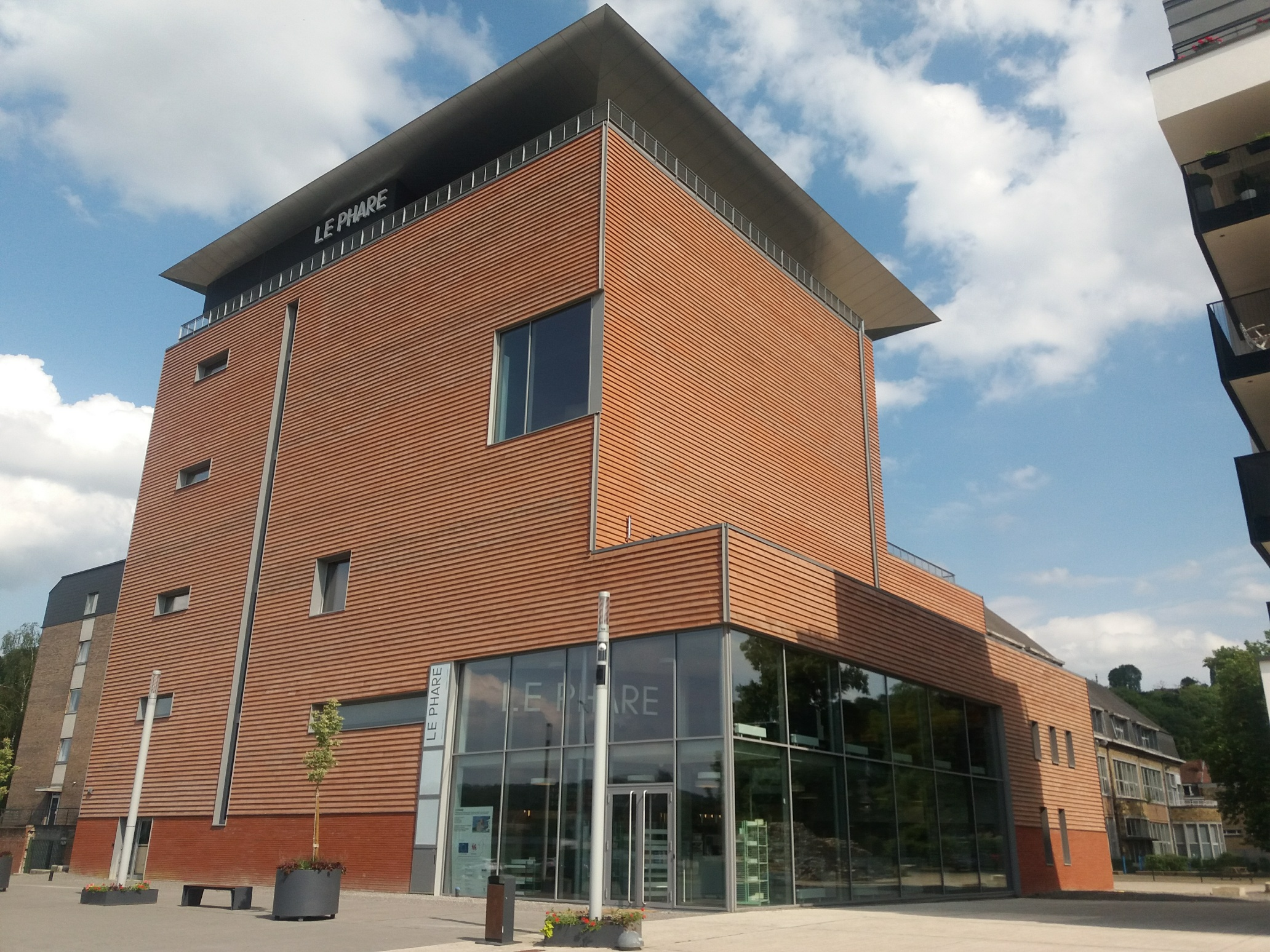
Le Phare in 2020

De Espace muséal d'Andenne (EMA) is een museum over keramiek en archeologie in Andenne in de Belgische provincie Namen. Het werd opgericht in 2020 en huist op de tweede, derde en vierde verdieping van Le Phare. Ook de grot Scladina in Sclayn behoort tot het EMA.
Op de tweede en derde verdieping van het EMA wordt de collectie aardewerk uit het voormalige  Keramiekmuseum van Andenne getoond. De lokale klei (witte "derle") was bijzonder geschikt voor keramiek. Al in de 11e eeuw exporteerde Andenne zijn waar naar Engeland en het Balticum. Later specialiseerde de stad zich in pijpen en faience. Het museum toont de diverse producten. Er zijn ook terracottasculpturen en -fonteinen te zien van de kunstenaar Arthur Craco, waaronder een groep over de Geboorte van Jezus.
De vierde verdieping is gewijd aan de archeologische opgravingen in de grot Scladina. Centraal staat het kaakbeen van een achtjarig neandertalmeisje dat 80.000 jaar geleden leefde. Er wordt uitgelegd wat we over haar kunnen weten door technieken als DNA- en isotopenonderzoek. Ook is er een artistiek-wetenschappelijke reconstructie van haar te zien.

## Voetnoten
1. ↑  Andenne s'offre un "Phare" culturel, La Libre Belgique, 9 oktober 2020